# Sapir (Vorname)
Sapir (hebräisch: סַפִּיר) ist ein weiblicher Vorname.

## Herkunft und Bedeutung
Der Name bedeutet im Hebräischen Saphir.

## Bekannte Namensträgerinnen
- Sapir Heller (* 1989), israelische Theaterregisseurin
- Sapir Koffmann (1965–2017), israelisches Model